# Corbigny
Corbigny este o comună în departamentul Nièvre din centrul Franței. În 2009 avea o populație de 1.632 de locuitori.

## Evoluția populației
| An        | 1975  | 1982  | 1990  | 1999  | 2006  | 2009  |
| --------- | ----- | ----- | ----- | ----- | ----- | ----- |
| Populație | 2.253 | 1.997 | 1.802 | 1.709 | 1.681 | 1.632 |